# Župnija Pesnica
Župnija Pesnica je rimskokatoliška teritorialna župnija dekanije Jarenina mariborskega naddekanata, ki je del nadškofije Maribor.

## Sakralni objekti
- Cerkev sv. Jožefa, Pesnica (župnijska cerkev)